# Cubocephalus leucopygus
Cubocephalus leucopygus là một loài tò vò trong họ Ichneumonidae.